# Rejomulyo (Karangjati)
Rejomulyo is een bestuurslaag in het regentschap Ngawi van de provincie Oost-Java, Indonesië. Rejomulyo telt 3609 inwoners (volkstelling 2010).